# Spatagocystis
Spatagocystis is een geslacht van zee-egels uit de familie Pourtalesiidae.

## Soorten
- Spatagocystis challengeri A. Agassiz, 1879